# Кадуган ап Мейриг
Кадуган ап Мейриг (валл. Cadwgan ap Meurig; умер в 1074) — титулярный король Гвента и Гливисинга (1063—1074), сын короля Гвента Мейрига ап Хивела.

## Биография
Около 1055 года отец Кадугана ап Мейрига был побеждён королём Гвинеда Грифидом ап Лливелином, подчинившим себе весь Уэльс. В 1058 году Гливисинг и Гвент были захвачены Грифидом Гвинедским.
В 1063 году Грифид ап Лливелин был убит и его объединенный Уэльс был снова разделён. Кадуган ап Мейриг стал королём Гливисинга и Гвента. Однако вскоре он был побеждён и изгнан своим соперником Карадогом ап Грифином. Хронист Ордерик Виталий отмечал в своей «Церковной истории», что валлийский король по имени «Кадукан» в 1070 году потерпел поражение в битве от Уильяма Фицосберна, 1-го графа Херефорда. В 1072 году Кадуган и его союзник Маредид Дехейбартский были разбиты Карадогом ап Грифидом.
В 1074 году Кадуган ап Мейриг умер, так и не став королём Моргануга.